# Pogrom de Chișinău

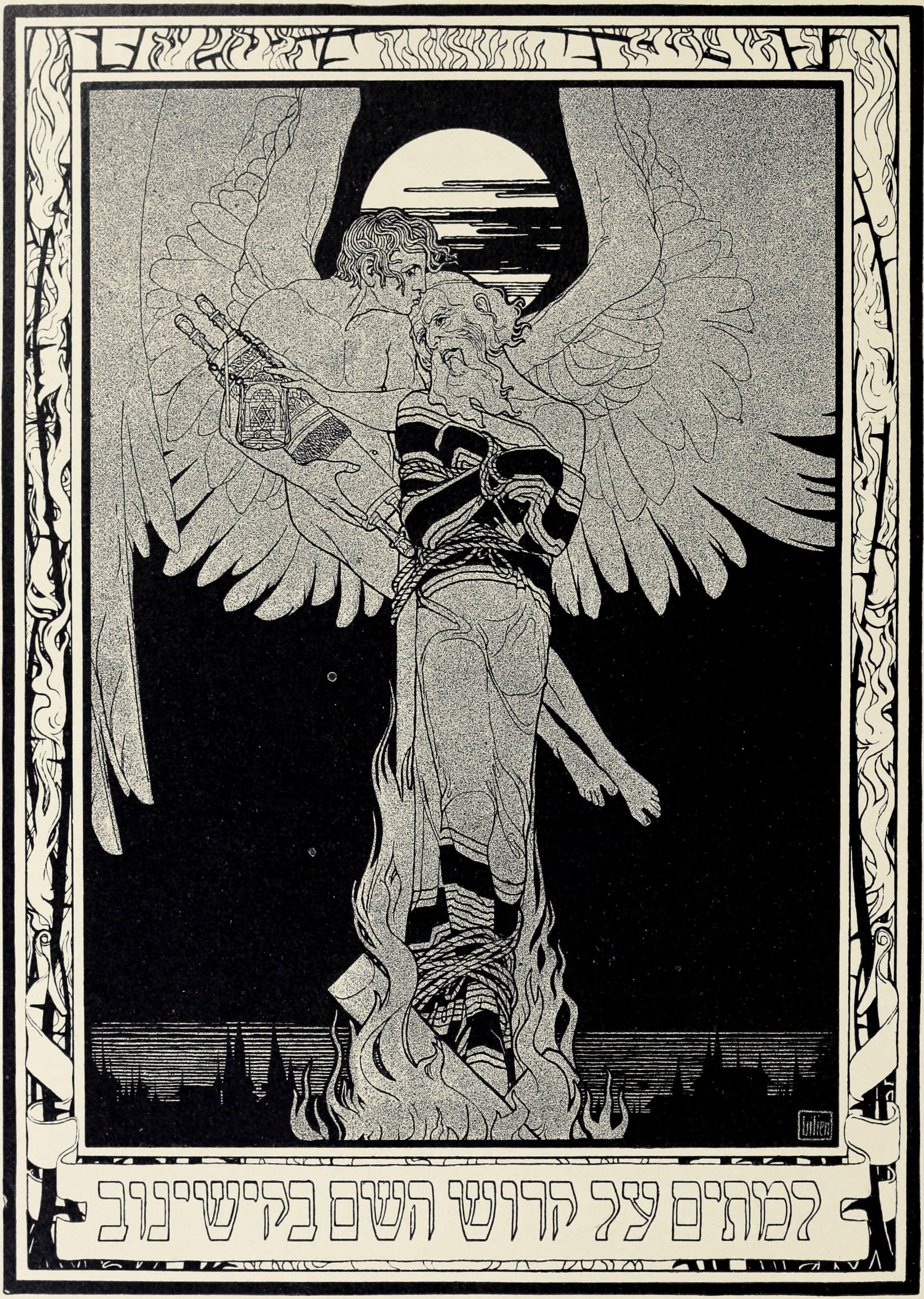
Ephraim Moses Lilien, Als màrtirs del pogrom de Chișinău, estampa, 1903.

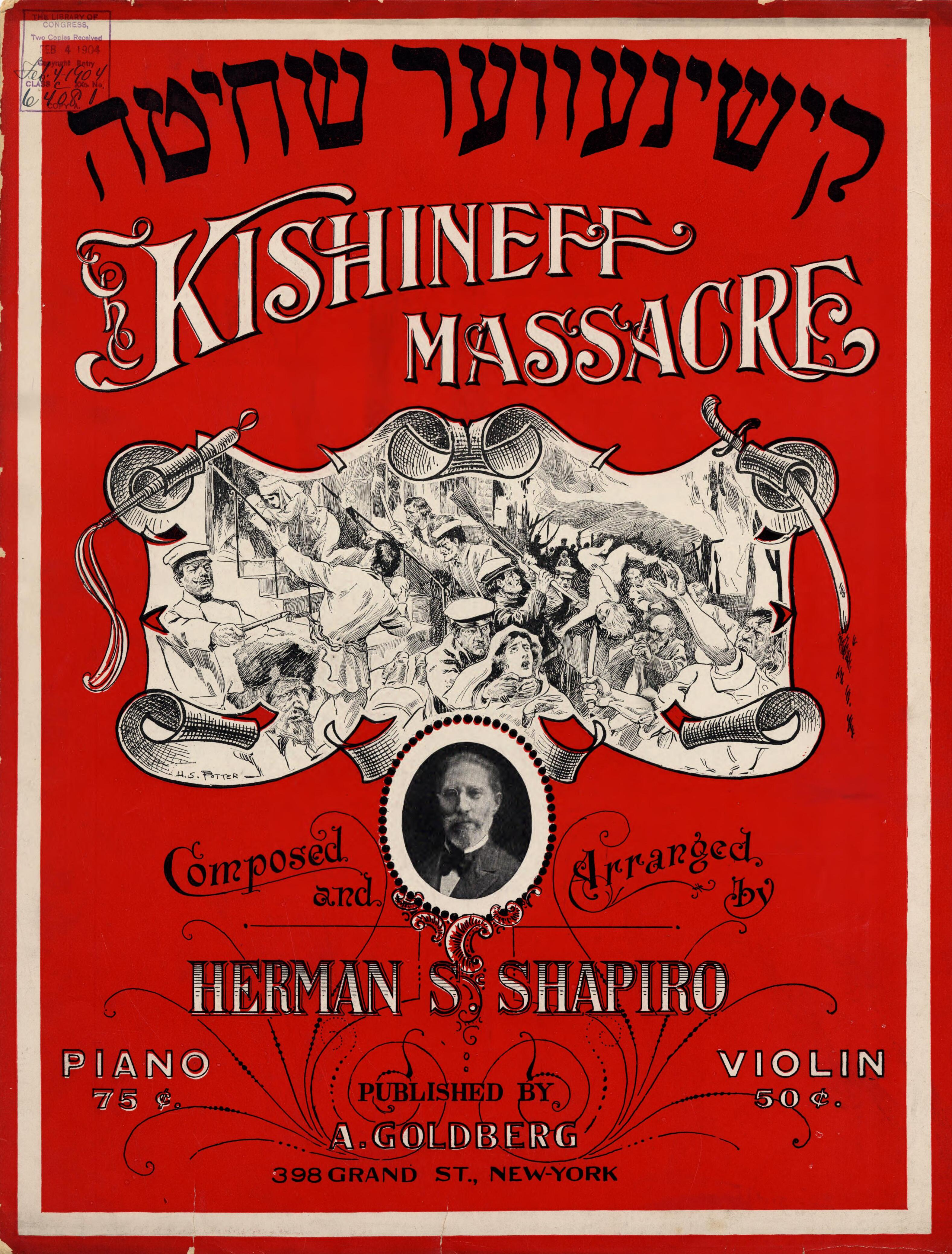
Herman S. Shapiro. "Kishinever shekhita, elegie". Elegia de la massacre de Kishinev. Nova York: Asna Goldberg, 1904. Col·lecció d'Irene Heskes. La il·lustració al centre d'aquesta elegia descriu la massacre de Chișinău d'abril de 1903.

El pogrom de Chișinău va ser una successió d'actes vandàlics i de violència antijueva, en què van ser massacrats quaranta-set jueus. Va tenir lloc a la capital de Bessaràbia, llavors província de l'Imperi Rus, entre el 6 i el 7 d'abril de 1903. Hi va haver un segon pogrom el 1905 en què van ser assassinats dinou jueus.

## Antecedents

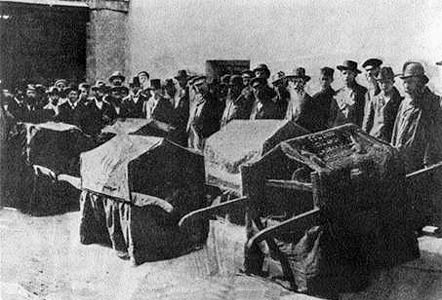
Funeral després del pogrom en Chișinău.

En la Rússia tsarista, el maltractament als jueus va ser sistemàtic. Des dels seus començaments, el règim dels tsars va encarar als jueus amb hostilitat implacable. Mentre unes altres autocràcies, com la d'Àustria i la mateixa Roma sempre van tenir una actitud ambivalent en relació amb els jueus —de vegades protegint-los i usant-los; altres vegades perseguint-los—, els russos van tractar sempre els jueus com a estrangers no acceptats.
A la fi del segle XIX i inicis del xx, en tot el territori rus l'antisemitisme va ser una política oficialment dirigida pel Govern, cosa que no succeïa a l'Europa Central i Occidental i molt menys als Estats Units, Mèxic o Argentina.
En aquest període, l'antisemitisme rus va prendre innombrables formes, des de l'organització de pogroms fins a la falsificació i la publicació de libels tals com “Els Protocols dels Savis de Sion”. La violència era obertament instigada pel Govern, que va passar a manipular el sentiment antijueu de les masses russes amb dos objectius. El primer era intentar reduir a la població jueva de la manera més ràpida i dràstica possible. El segon, canalitzar la insatisfacció popular, especialment entre els camperols, alimentant el seu odi contra els jueus per així controlar una ona revolucionària molt major, que acabaria el 1917 destruint el règim tsarista. El terme pogrom, utilitzat pràcticament en totes les llengües per definir els atacs als jueus o a les seves propietats, és una paraula russa que significa tempestat, destrucció o devastació.

## El primer pogrom
El pogrom es va iniciar després d'un incident ocorregut el 6 d'abril de 1903 quan un jove cristià de Rússia, Mikhail Rybachenko, va ser trobat mort a la ciutat de Dubossary, a uns 40 quilòmetres a nord de Chișinău. Encara que era clar que el jove havia estat assassinat per un familiar (que més tard va ser trobat), el diari antisemita publicat en rus Бессарабец (Bessarabets, que significa "Bessaràbia"), l'editor del qual era Pavel Krushevan, va insinuar que va ser assassinat pels jueus. Un altre diari, Свет (Svet, "Llum"), va utilitzar els antics libels de sang contra els jueus, basat en el fet que el jove havia estat assassinat per utilitzar la seva sang en la preparació de Matsà. El pogrom de Chișinău es va estendre durant tres dies amb disturbis i revoltes contra els jueus. Quaranta-set jueus van ser assassinats, altres 592 van resultar ferits - dels quals 92 de gran gravetat - i més de 700 cases van ser saquejades i destruïdes.
El periòdic The Times va donar a conèixer un comunicat fals fet pel Ministre de l'Interior, Viatxeslav von Pleve, anunciant-li al governador de Bessaràbia, que un pogrom era imminent, i va donar ordre de no usar la força ni detenir als esvalotadors, però, en qualsevol cas, no va haver-hi intent per part de les forces policials o militars d'intervenir per detenir els disturbis sinó fins al tercer dia. Aquesta falta d'intervenció és un fort argument en suport de l'opinió que el pogrom va ser patrocinat o, almenys, tolerat per l'Estat.

## Segon pogrom

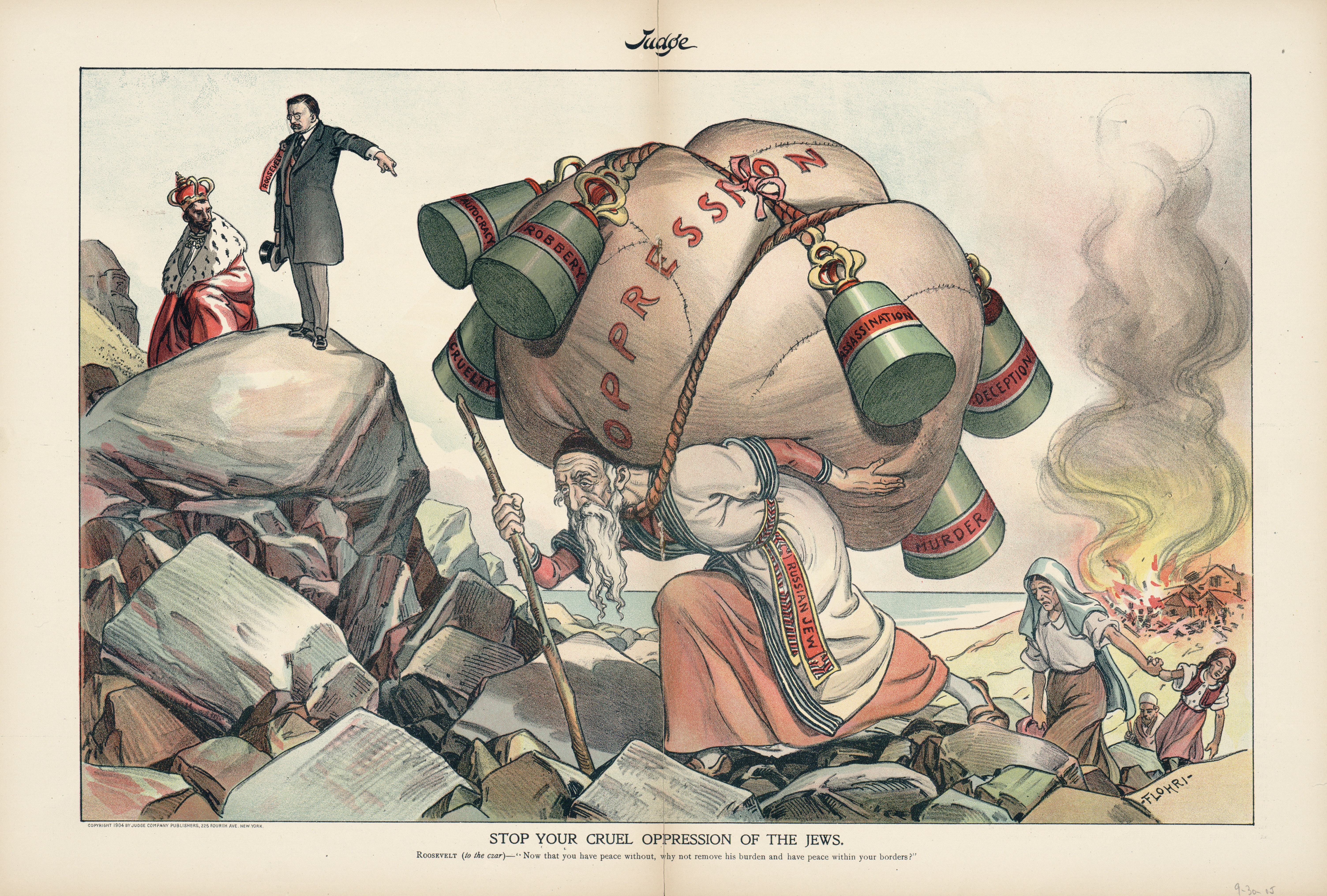
El President Theodore Roosevelt al tsar Nicolau II de Rússia: "Detingueu la vostra cruel opressió als jueus." Litografia en reacció als pogroms en Kishinev. (Biblioteca del Congrés)

Un segon pogrom va tenir lloc entre els dies 19 i 20 d'octubre de 1905. En aquesta ocasió els disturbis van començar com a protestes polítiques contra el tsar, però es van transformar en un atac contra els jueus que es poguessin trobar. En acabar els disturbis, 19 jueus van ser assassinats i altres 56 van resultar ferits. Grups d'autodefensa organitzats per jueus després del primer pogrom van contribuir a contenir la violència, però el seu èxit va ser relatiu.

## Els resultats dels pogroms

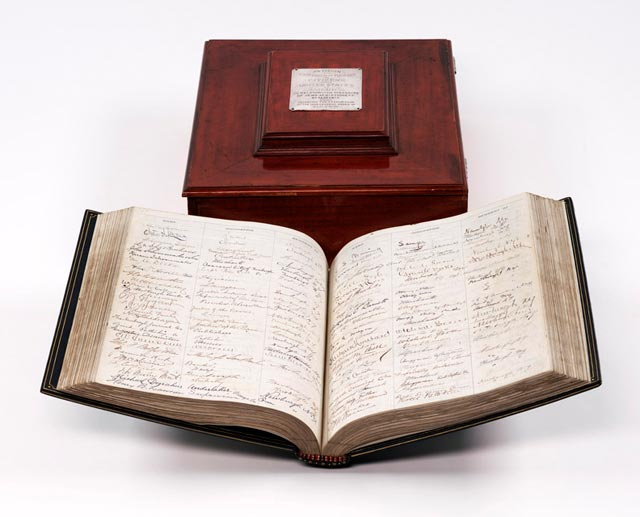
Petició dels ciutadans dels Estats Units al tsar de Rússia en 1903: va ser rebutjada. Actualment es troba en l'Arxiu Nacional dels Estats Units.

Malgrat una protesta mundial, només dos homes van ser condemnats a set i cinc anys de presó i altres vint-i-dos només van ser sentenciats per un o dos anys. Aquest pogrom va ser decisiu per convèncer a desenes de milers de jueus de Rússia de marxar cap a occident i, finalment, a la Terra d'Israel. Com a tal, es va convertir en un assumpte real per als inicis sionistes, especialment pel que es convertiria en el Sionisme revisionista, inspirant amb anticipació a la legítima defensa amb aliances de líders com Vladimir Jabotinsky. Un gran nombre d'artistes i escriptors es van referir al pogrom. Autors russos com Vladímir Korolenko van escriure sobre el pogrom a la Casa 13, mentre que Tolstói i Maksim Gorki van escriure condemnes culpant al govern de Rússia, a diferència dels anteriors pogroms en la dècada de 1880, quan la majoria dels membres de la intel·lectualitat russa van quedar en silenci.
També va tenir un impacte important sobre l'art i la literatura jueva. El dramaturg Max Sparber va prendre el pogrom de Chișinău com el tema d'una de les seves primeres obres de teatre. El poeta Jaim Bialik va escriure A la ciutat massacrada, sobre la passivitat percebuda pels jueus en el rostre de les multituds.